# Mōri Yoshikatsu
Mōri Yoshikatsu (毛利良勝 (Mao Lợi Lương Thắng)  mất 21 tháng 6, 1582) là một gia tướng của Oda Nobunaga trong thời kỳ Sengoku ở Nhật Bản. Ông còn có tên là Mōri Shinsuke (毛利新助 (Mao Lợi Tân Trợ) 毛利新介 (Mao Lợi Tân Giới)) và Mōri Shinsaemon (毛利新左衛門 (Mao Lợi Tân Tả Vệ Môn)).
Năm 1560, ông tham chiến trong trận Okehazama và trợ giúp Hattori Kazutada khi ông này bị thương. Sau đó, Yoshikatsu cùng với Nobunaga và con trai ông là Oda Nobutada đến Kyoto. Sau sự kiện Honnōji, Yoshikatsu giúp Nobutada giữ thành Nijō, và cùng chủ chết tại đó.